# Mamma, pappa, barn
För andra betydelser, se Mamma, pappa, barn (olika betydelser).

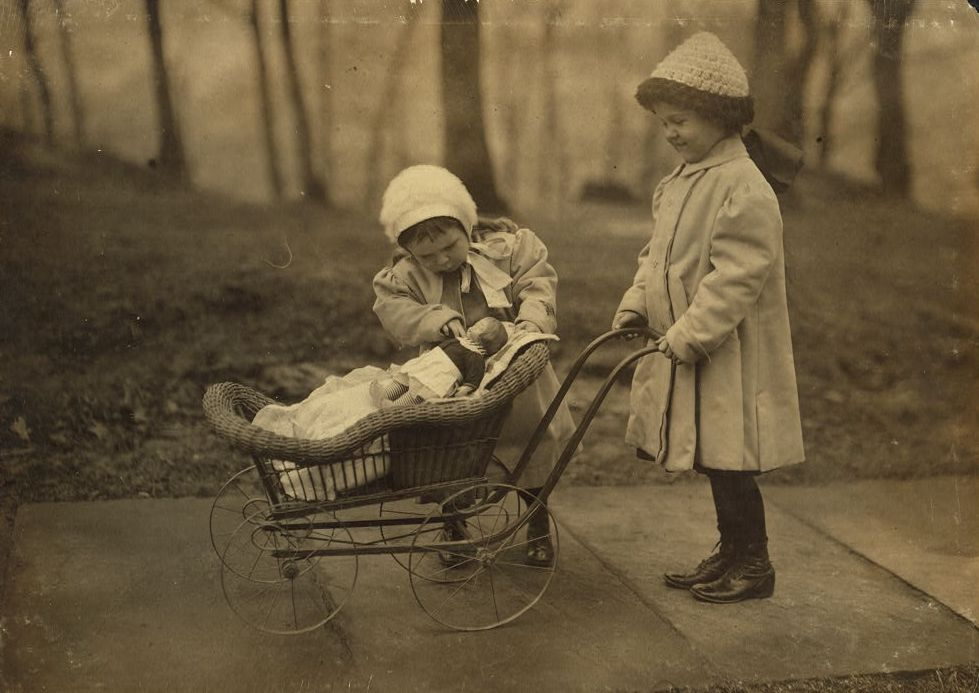
Mamma, pappa, barn? New York, 1912.

Mamma, pappa, barn är en rollek för två eller flera barn, där barnen leker familj och tar på sig roller som mamma, pappa, barn och eventuellt andra familjemedlemmar. Leken saknar för övrigt bestämda regler, så det är upp till barnen själva att göra upp reglerna med hjälp av erfarenheter, fantasi och improvisation.
Dockor eller nallar får ofta symbolisera spädbarn i leken, medan gosedjur kan symbolisera husdjur. Ibland omfattar leken även att klä ut sig. Namnet Mamma, pappa, barn bygger på kärnfamiljen, men barnen kan själva skapa sina egna familjesammansättningar.
På förskolorna och fritidshemmen brukar denna lek lekas i dockvrån.